# Баррундиа, Хосе Франсиско
Хосе Франсиско Баррундиа-и-Сепеда (исп. José Francisco Barrundia y Cepeda, 12 мая 1787 — 4 августа 1854) — временный президент (сенатор-президент) Соединённых Провинций Центральной Америки.
Хосе Франсиско Баррундиа-и-Сепеда родился в 1787 году на территории Испанской Америки в городе Гватемала. Он получил образование в Колегио Тридентино, и 19 марта 1803 года стал бакалавром философии.
Когда в 1825 году Мануэль Арсе был избран первым президентом Соединённых Провинций Центральной Америки, Хосе Баррундиа был избран в качестве вице-президента, но отказался от этого поста, и предпочёл быть сенатором. В Конгрессе он занимался критикой всё более консервативной политики Арсе. В 1826 году Арсе противозаконно распустил Конгресс, что привело к гражданской войне.
В ходе войны Баррундиа поддержал Франсиско Морасана. Когда война завершилась победой Морасана, и Арсе был свергнут, Хосе Баррундиа в июле 1829 года стал временным президентом Соединённых Провинций Центральной Америки с задачей организовать всеобщие выборы. На состоявшихся в июле 1830 года выборах президентом страны был избран Франсиско Морасан.
С 1831 по 1835 годы Хосе Баррундиа был министром образования в правительстве провинции Гватемала. В это время он перевёл на испанский язык Гражданский кодекс Луизианы, рассчитывая, что его удастся адаптировать к условиям молодой страны. Постепенно он разошёлся во взглядах с управлявшим Гватемалой Мариано Галвесом, и способствовал его падению в 1838 году, что привело к возвышению Рафаэля Карреры, организовавшего в 1839 году выход Гватемалы из состава Соединённых Провинций Центральной Америки.
В 1848 году Хосе Баррундиа основал газету «Album Republicano». Будучи поборником прав человека, в 1850 году он выступил против кровавого режима Карреры.
Незадолго до своей смерти Хосе Баррундиа стал полномочным министром Гондураса и вёл в Вашингтоне переговоры о возможности аннексии этой страны Соединёнными Штатами.
Хосе Франсиско Баррундиа-и-Сепеда скончался в Нью-Йорке в 1854 году. Его останки были возвращены в Гватемалу в 1913 году.